# آرابان
آرابان (به ترکی استانبولی: Araban) (به کردی: Kele) شهری است در کشور ترکیه که در استان غازی عینتاب واقع شده‌است. جمعیت این شهر بر اساس سرشماری سال ۲۰۰۸ میلادی ۹٬۶۵۱ نفر و بر اساس برآوردهای سال ۲۰۰۹ میلادی ۹٬۴۹۷ نفر می‌باشد.